# Relations entre l'Allemagne et la Belgique
Les relations entre l'Allemagne et la Belgique sont structurées par deux ambassades : l'ambassade et le consulat-général de Belgique à Berlin et l'ambassade d'Allemagne à Bruxelles. La Belgique a par ailleurs sept consulats honoraires à Duisbourg, Francfort-sur-le-Main, Munich, Aix-la-Chapelle, Hambourg, Stuttgart et Brême, et l'Allemagne quatre consulats honoraires à Liège, Hasselt, Anvers et Eupen. Les deux pays sont membres de l'Organisation du traité de l'Atlantique nord (OTAN) et de l'Union européenne.
Les deux pays partagent une frontière commune longue de 167 kilomètres.

## Histoire
Le territoire actuel de la Belgique faisait partie du Saint-Empire romain germanique jusqu'à la fin du XVIIIe siècle. En 1831, Léopold Ier est devenu le premier roi des Belges, la Belgique étant devenue indépendante en 1830. Il est issu de la maison de Saxe-Cobourg et Gotha (devenue la maison de Belgique), qui règne encore sur le pays.

### Première Guerre mondiale
Entre août 1914 et août 1918, la Belgique est occupée par l'Allemagne.

### Entre-deux guerres
Après la Première Guerre mondiale, les cantons de l'Est, originellement prussiens, sont administrés par la Belgique. Ce n'est qu'en 1925 qu'ils sont intégrés pleinement dans le pays.

### Seconde Guerre mondiale
La Belgique, pourtant neutre, est envahie par le Troisième Reich lors de la campagne des 18 jours. Le pays est occupé le 28 mai 1940 et placé sous la tutelle de l'Administration militaire de la Belgique et du Nord de la France,. Les cantons de l'Est sont rattachés à l'Allemagne.

### Guerre froide
La Guerre froide fut une période d'amélioration et d'intensification progressive des relations entre la République fédérale allemande et la Belgique dans le cadre du processus d'intégration européenne.

## Relations économiques
L'Allemagne est le principal marché pour la Belgique tandis que les produits belges occupent la 8e place des importations en Allemagne.

## Positionnement dans l'Union européenne
Selon le Service public fédéral Affaires étrangères belge, les points de vue allemands et belges au sein de l'Union « sont généralement convergents », et ce indépendamment des couleurs politiques au pouvoir dans les deux pays.

## Sources
- (de) Cet article est partiellement ou en totalité issu de l’article de Wikipédia en allemand intitulé « Belgisch-deutsche Beziehungen » (voir la liste des auteurs).

## Compléments